# Rito certosino

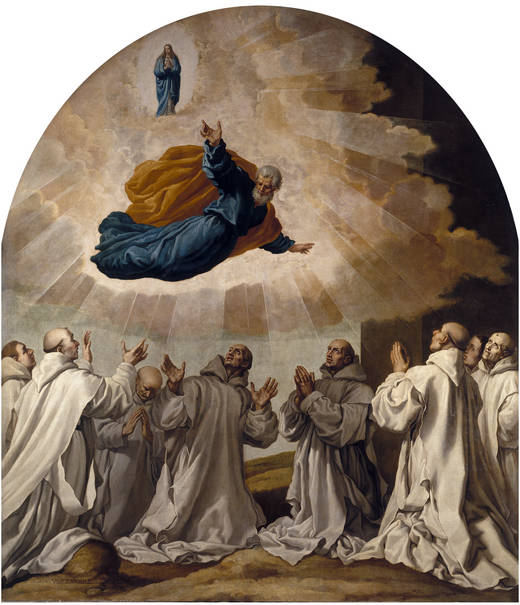
Vincenzo Carducci, La Vergine Maria e San Pietro appaiono ai primi certosini, Museo del Prado.

Il rito certosino è il tipo di rito liturgico adottato per celebrare la messa e i sacramenti nell'Ordine certosino. È parte integrante dello stile di vita certosino.
I documenti più antichi riguardanti questo rito risalgono al primo quarto del XII secolo, circa quarant'anni dopo la fondazione della Grande Chartreuse da parte di san Bruno nel 1084. Essi consentono di formulare alcune ipotesi sulla liturgia della comunità primitiva.

## Storia

### Origini e sviluppo
La prima comunità certosina era composta principalmente da clero secolare e canonici regolari, inclusi due canonici regolari di San Rufo. Nessuno dei primi compagni di san Bruno era quindi un monaco, e lo spirito della prima comunità, come la sua liturgia, si ispirava alla Regola di sant'Agostino, adattata alle esigenze e alla vita semi-eremitica della nuova fondazione.
Nulla si sa delle loro scelte liturgiche iniziali riguardo alla liturgia della Messa. Fu erroneamente scritto che il rito certosino, così come si era stabilito a partire dal XII secolo, derivasse dal rito lionese. Secondo studi condotti dai certosini al momento della riforma liturgica del Concilio Vaticano II, il loro rito sarebbe erede della messa cluniacense dell'XI secolo e sarebbe quindi più vicino a una forma antica della messa romana.
Lo stile di vita consolidato e la composizione volutamente ridotta della comunità imponevano una politica di semplicità. Fino al XIII secolo, nei giorni ordinari si accendeva una sola candela a Messa e i paramenti liturgici dovevano essere sobri. L'oro era proibito, fatta eccezione per i vasi sacri.
È anche noto che la Messa non veniva celebrata tutti i giorni, tranne che durante la Quaresima, e che per lungo tempo nella chiesa del convento vi fu un solo altare. Il dibattito sul numero di sacerdoti rimane aperto. Tuttavia, è certo che, per soddisfare le esigenze della comunità, la tendenza si spostò rapidamente verso un sacerdozio generalizzato dei padri certosini. Ma nel XIII secolo, i certosini erano noti per celebrare la Messa raramente. Jacques de Vitry li contrappone ai canonici parigini che stavano iniziando ad aumentare il numero di messe per intenzioni speciali
È per errore che la storiografia moderna ha attribuito a san Bruno la stesura della prefazio alla Beata Vergine, che lo precede.
La prima comunità adottò inizialmente una Liturgia delle ore di tipo canonico con nove lezioni, fortemente influenzata dall'Ordinario di San Rufo e forse anche dalle Consuetudines Cartusiae, fortemente segnata dall'influsso lionese, come è evidente nelle melodie gregoriane sopravvissute fino a oggi.
Successivamente, la liturgia seguì il generale movimento di monasticizzazione della Certosa e adottò integralmente l'ufficio benedettino. La riforma di Guigo I, quinto priore e primo legislatore (intorno al 1124), fu decisiva in questo senso. Guigo revisionò l'antifonario e contribuì, attraverso la sua edizione delle lettere di san Girolamo, alla costituzione del lezionario patristico.
Nel corso dei secoli, i certosini si impegnarono a preservare questa liturgia specifica, adatta a una vita solitaria e contemplativa in piccole comunità. Nel 1570, quando papa Pio V pubblicò la bolla Quo primum tempore, che imponeva il Messale Romano a tutta la Chiesa latina, escluse dal suo ambito i riti liturgici risalenti a più di duecento anni prima, consentendo così ai Certosini di preservare intatta la loro eredità liturgica.

### Revisioni dopo il concilio
D'accordo con la Santa Sede, durante le riforme del Rito romano del 1970, i certosini scelsero di mantenere il proprio rito ma intrapresero una revisione generale di tutti i loro libri liturgici e adottarono diversi elementi del rito romano rinnovato:
- la lingua volgare fu adottata (a discrezione delle case) per le letture – sempre cantate – le orazioni e le preghiere di intercessione dell'Ufficio;
- la Comunione sotto le due specie;
- le preghiere eucaristiche;
- i prefazi;
- la posizione del sacerdote all'altare è lasciata alla discrezione delle comunità (di fronte alla comunità o di spalle al popolo, rivolto verso il Signore);
- la concelebrazione – non obbligatoria – è riservata alla domenica e ad alcune occasioni festive;
- il numero delle preghiere durante la Messa è stato ridotto a tre, come nel rito romano rinnovato.

Inoltre:
- il corpus eucologico [selezione di preghiere] fu arricchito, sia con prestiti dal Messale Romano che con nuove creazioni;
- il lezionario per l'Ufficio Notturno fu completamente ricomposto con tre serie di letture patristiche;
- fu composto un Ufficio per i Santi Monaci;
- furono promulgati un nuovo diurno e un breviario in lingua volgare per la liturgia delle ore in cella, nei quali furono adottati inni originali in lingua volgare, senza pari nella tradizione latina (poesie di Marie Noël, ecc.).

In tutte le case abitate, e nel rispetto dell'antico patrimonio storico, lo spazio liturgico viene ristrutturato e rivisitato secondo i canoni conciliari (altare staccato dalla parete del presbiterio, a volte estrema semplificazione della decorazione, rimozione del tramezzo, laddove la conservazione del patrimonio non si oppone a tali misure).
Queste riforme furono introdotte lentamente e con delicatezza, lasciando sempre ai religiosi – per la liturgia solitaria – e alle comunità – per la liturgia conventuale – la scelta tra una formula antica o più tradizionale e una rinnovata. Introdussero un fattore di instabilità nella vita certosina e la necessità di un aggiornamento incessante, praticamente ininterrotto dalla fine del Concilio.
Tuttavia, l'ordine non ha ancora ottenuto formalmente l'approvazione ufficiale della Santa Sede per la revisione dei suoi libri liturgici (recognitio).
Nel 2004-2005, i Certosini hanno istituito una commissione liturgica per allineare la loro liturgia a quella conciliare e ottenere l'approvazione della Santa Sede, con l'aiuto di esperti esterni. In questo contesto, adottarono, nella cerimonia della Veglia pasquale, la benedizione del fuoco nuovo e del cero pasquale, riti assenti fin dall'inizio nella tradizione certosina, come l'antica liturgia romana, introdotta tardivamente a Roma, per influssi germano-franchi, e restaurata a metà del XX secolo dalle riforme di papa Pio XII.

## Calendario
Il calendario certosino si distingue per un numero inferiore di feste e santi rispetto ad altri riti. A parte la dedicazione della chiesa del convento e del suo membro titolare, ci sono poche differenze tra le case.
Gradi delle feste prima del Concilio Vaticano II:
1. solemnitas;
2. festum candelarum (feste in cui si accendono quattro candele davanti ai gradini del presbiterio durante le Lodi e i Vespri, e tutte le funzioni vengono cantate in chiesa);
3. festum capituli (festa del capitolo, perché la comunità vi tiene il capitolo e celebra le funzioni come la domenica, con refettorio e ricreazione);
4. dominicae (12 lezioni al mattutino, e tutte le funzioni vengono cantate in coro, con refettorio, capitolo e ricreazione);
5. XII Lectiones (feste di 12 lezioni a Mattutino; refettorio e prime ore in cella), feria (giorni ordinari);
6. tres Lectiones (feste di 3 lezioni a Mattutino);
7. feriae (giorni ordinari)

Gradi di feste dopo il Concilio Vaticano II:
Le feste a lume di candela e le feste capitolari furono abolite a favore di solennità e feste di 12 lezioni:
1. solemnitas;
2. dominicae (domenica: 12 lezioni a Mattutino, tutti i servizi sono cantati in coro con refettorio, capitolo e ricreazione);
3. XII Lectiones (feste di 12 lezioni a Mattutino; refettorio e prime ore in cella); feria (giorni ordinari);
4. tres Lectiones (feste di 3 lezioni a Mattutino);
5. memoriae (memoriali semplici con Messa conventuale e preghiera propria di Lodi e Vespri);
6. feriae (giorni ordinari)

Santi:
- 26 giugno (1325): Dedicazione della chiesa di Notre-Dame de Vauvert a Parigi
- 3 ottobre (prima del 1325): Dedicazione della chiesa primitiva di Vauvert (soggetta a informazioni contraddittorie)
- 6 ottobre: (dal 1515) San Bruno, Confessore, XII Lettura
- 8 novembre: Commemorazione delle Reliquie
- 9 novembre: Commemorazione dei Fratelli e delle Sorelle defunti dell'Ordine
- Sant'Ugo di Grenoble, cofondatore dell'Ordine
- Sant'Ugo di Lincoln, monaco certosino
- Santa Rosellina di Villeneuve
- Beato Niccolò Albergati, cardinale certosino
- Martiri certosini